# Центр мобильности Windows
Центр мобильности Windows — компонент Microsoft Windows, впервые включённый в Windows Vista. Позволяет централизированно просматривать наиболее релевантную информацию, связанную с мобильным использованием компьютера.

## Обзор
Центр мобильности представлен чередой кнопок, каждая из которых содержит информацию о компоненте системы, так же, как и о действиях, которые можно совершить с этим компонентом. Какие кнопки появятся — целиком зависит от системы. Windows Vista и Windows 7 содержат следующие кнопки:
- Настройка яркости
- Настройка и выключение звука
- Состояние батарей и выбор плана энергосбережения
- Состояние беспроводной сети
- Поворот экрана
- Внешний дисплей
- Синхронизация с другими компьютерами
- Настройки презентации

Дополнительные компоненты могут быть добавлены сторонними производителями.
Центр мобильности Windows расположен в панели управления и может быть также запущен с помощью комбинации клавиш Win + X.  Он недоступен на не-мобильных компьютерах, тем не менее, можно его добавить с помощью ключа реестра.
Центр мобильности Windows включён во всех редакциях Windows, за исключением Starter.

## Настройка
Центр мобильности Windows может быть изменен, используя расширения, называемые "тайлами". Это изменение могут производить только OEM-партнёры, согласно документации от Microsoft, но некоторые расширения доступны в сети, как не-OEM.